# Élevage bovin au Canada

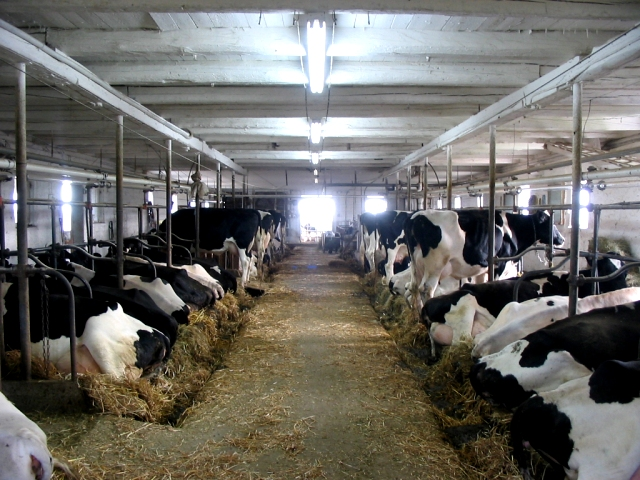
Vaches laitières au Québec.

L'élevage bovin au Canada est issu de la colonisation européenne qui a introduit l'espèce Bos taurus sur le continent américain. 
Grand pays agricole exportateur, le Canada possède un troupeau bovin important, tant laitier que boucher.

## Historique

### Origines raciales
Les premiers bovins arrivèrent au Canada avec l'installation des premiers colons français en Nouvelle-France dès le XVIe siècle, mais étaient réservés à la consommation de viande. Le vrai démarrage de l'élevage bovin daterait du XVIIe siècle. les animaux étaient issus de Bretagne et de Normandie. Leur métissage et une sélection de plusieurs siècles sous un climat rigoureux a donné la race canadienne. Pour Philippe J. Dubois, elle a été conservée en race pure par la vie en autarcie des québécois entourés de canadiens francophones. Elle proviendrait donc de races françaises de couleur brune ou fauve appartenant au Rameau Celtique aujourd'hui disparues, cousines des races froment du Léon ou jersiaise. Les recherches historiques menées par Philippe J. Dubois semblent montrer qu'une race brune sombre aurait survécu entre Guingamp et Carhaix jusqu'à la seconde Guerre mondiale : la brune de Guingamp. les quelques photos noir et blanc montrent une ressemblance certaine avec la canadienne.
Les provinces canadiennes anglophones importent des races britanniques (angus, ayrshire, devon, galloway...) puis continentales : holstein, braunvieh. Ces deux dernières races sont sélectionnées pour augmenter la production, simultanément au Canada et aux États-Unis. Les changements de conformation sont tels que les populations deviennent de nouvelles races : holstein et brown swiss.
De nombreuses races ont ensuite été importées. Deux races canadiennes ont été créées par métissage de races européennes en vue d'optimiser le potentiel en climat continental froid. Ce sont les races Speckle park et Hays converter.

## Élevage

### Boucher
En 2010, 67 % des bovins abattus provenaient de l'Alberta, 20 % de l'Ontario, 12 % du Québec les 1 % restant représentant les autres provinces. La filière représentait 65 000 emplois en 2005. 
La production a atteint un maximum en 2005 avec 3 316 824 carcasses et une diminution depuis. Cette tendance est liée à la hausse du prix des céréales destinées à l'engraissement des jeunes bovins et à la baisse de la consommation de viande bovine. Entre 1980 et 2010, les Canadiens sont passés de 38,8 kg de viande bovine consommée par personne à 20,2.
En 2003, la découverte d'une vache atteinte d'encéphalopathie spongiforme bovine en Alberta jette un froid sur tout l'élevage bovin canadien. Du jour au lendemain, les exportations sont suspendues. La valeur à l'export était de 4 milliards de dollars en 2002 et n'était plus que de 1,35$ milliard en 2008. Entre 2006 et 2016, le troupeau national a baissé de 20%, nombre d'éleveurs ayant reconverti leur exploitation vers la production céréalière à cause de cet épizootie, mais aussi de la baisse des cours couplée à la pénurie de main-d'œuvre. La baisse de consommation de viande bovine locale, mais aussi aux États-Unis, premier marché à l'exportation pour 73% du marché devant Hong Kong, 10% et le Mexique, 6%. L'Accord économique et commercial global, CETA, entre l'Union Européenne et le Canada fait espérer aux éleveurs nord-américains une ouverture du marché européen, faisant passer les exportations de 15 600 à 48 840 tonnes de viande. Pour cela, la filière va devoir se réorganiser pour produire sans hormone de croissance. Le défi est de taille, l'allongement de l'engraissement de 2 à 4 mois nécessite de faire passer un second hiver aux bouvillons, période durant laquelle la prise de poids est nulle.

### Laitier

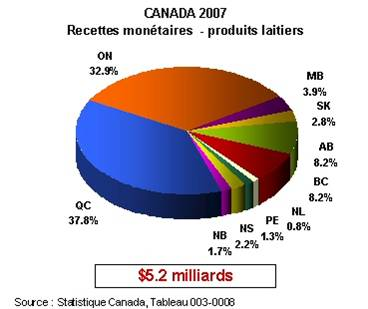
Répartition de la production laitière par province.

Durant la seconde moitié du XXe siècle, une concentration des exploitations et une amélioration de la productivité des vaches a fait passer le nombre d'exploitations de 451 000 en 1951 à 28 900 en 1991 en maintenant une production moyenne équivalente. En 1991, le cheptel laitier était de 1 900 000 vaches laitières et génisses. La plus grosse part de l'élevage laitier se situe au sud-est du pays, principalement dans les provinces de l'Ontario et du Québec.
60 % de la production est destinée à la production de beurre, fromage et poudre de lait, le reste est consommé tel quel. Le marché intérieur est régi par des quotas laitiers et des offices de commercialisation permettant un équilibre pour planifier la production coté producteur, et lisser les variations de prix pour le consommateur.
Plusieurs races bovines sont utilisées. La holstein représente 85 % du troupeau. C'est une race créée au Canada et aux États-Unis par sélection draconienne de bovins hollandais et allemands introduits en 1881. Les races brown swiss, ayrshire, canadienne ou shorthorn sont utilisées dans les régions septentrionales pour leur capacité à supporter des hivers rigoureux, là où la hosltein souffre. 
Les efforts d'amélioration du cheptel portent leurs fruits, la production moyenne par vache augmente de 50 kg par an. Ces performances font du Canada une région d'élevage sélectif performant. Il exporte des reproducteurs, des embryons congelés et de la semence de taureau.
La taille moyenne des exploitations laitières est de 89 vaches, mais dans la réalité, il existe de petits élevages d'une trentaine d'animaux et quelques exploitations industrielles de plus de mille laitières. Dans le détail, les fermes québécoises sont plus petites, 70 vaches en moyenne, en comparaison à celles des grandes plaines.

## Liste des races
Cette liste de races bovines correspond à celles répertoriées par l'Organisation des Nations unies pour l'alimentation et l'agriculture, la FAO.
| Race                  | Photo | Production | Homonymes                                  | Remarques                                                  |
| --------------------- | ----- | ---------- | ------------------------------------------ | ---------------------------------------------------------- |
| Angus                 |       | Bouchère   | Aberdeen angus                             | Race britannique                                           |
| Aubrac                |       | Bouchère   |                                            | Race française                                             |
| Ayrshire              |       | Laitière   |                                            | Race britannique                                           |
| Blanc bleu belge      |       | Bouchère   | Belgian blue                               | Race belge                                                 |
| Blonde d'Aquitaine    |       | Bouchère   |                                            | Race française                                             |
| Brahman               |       |            | Race de type zébu                          | Race américaine                                            |
| Braunvieh             |       | Laitière   |                                            | Race suisse                                                |
| Brown swiss           |       | Laitière   |                                            | Race d'origine suisse modifiée au Canada et aux États-Unis |
| Canadienne            |       | Laitière   |                                            | Race canadienne                                            |
| Charolaise            |       | Bouchère   |                                            | Race française                                             |
| Devon                 |       | Bouchère̩   | North devon cattle                         | Race britannique                                           |
| Dexter                |       | Mixte      |                                            | Race irlandaise                                            |
| Lakenfelder           |       | Mixte      | Dutch Belted                               | Race néerlandaise                                          |
| Hérens                |       | Mixte      | Eringer̩ en allemand                        | Race suisse                                                |
| Galloway              |       | Bouchère   | Belted galloway pour la variante ceinturée | Race britannique                                           |
| Gasconne des Pyrénées |       | Bouchère̩   |                                            | Race française                                             |
| Gelbvieh              |       | Bouchère   |                                            | Race allemande                                             |
| Guernesey             |       | Laitière   | Gernsey cattle                             | Race britannique                                           |
| Hays converter        |       | Bouchère   |                                            | Race canadienne                                            |
| Hereford              |       | Bouchère   |                                            | Race britannique                                           |
| Highland              |       | Bouchère   |                                            | Race britannique                                           |
| Holstein              |       | Laitière   | Fresian                                    | Race nord américaine                                       |
| Jersiaise             |       | Laitière   |                                            | Race britannique                                           |
| Kerry                 |       | laitière̩   |                                            | Race irlandaise                                            |
| Limousine             |       | Bouchère̩   |                                            | Race française                                             |
| Lincoln red           |       | Bouchère   |                                            | Race britannique                                           |
| Luing                 |       | Bouchère   |                                            | Race britannique                                           |
| Lineback              |       | Laitière   | Lynch lineback                             | Race américaine                                            |
| Rouge des prés        |       | Bouchère   | Maine-Anjou̩                                | Race française                                             |
| Murray Grey           |       | Bouchère   |                                            | Race australienne                                          |
| Normande              |       | Mixte      |                                            | Race française                                             |
| Parthenaise           |       | Bouchère   |                                            | Race française                                             |
| Piemontese            |       | Bouchère   |                                            | Race italienne                                             |
| Pinzgauer             |       | Mixte      |                                            | Race autrichienne                                          |
| Red poll              |       | Bouchère   |                                            | Race britannique                                           |
| Salers                |       | Bouchère   |                                            | Race française                                             |
| Santa Gertrudis       |       | Bouchère   |                                            | Race américaine                                            |
| Shorthorn             |       | Mixte      | Durham cattle                              | Race britannique                                           |
| Simmental             |       | Bouchère̩   |                                            | Race suisse                                                |
| Speckle park          |       | Bouchère   |                                            | Race canadienne                                            |
| Tarentaise            |       | Mixte      | Tarine                                     | Race française                                             |
| Wagyu                 |       | Bouchère   |                                            | Race japonaise                                             |
| Welsh black           |       | Bouchère   |                                            | Race britannique                                           |
| White park            |       | Bouchère̯   |                                            | Race britannique                                           |